# Coenosia anthracina
Coenosia anthracina este o specie de muște din genul Coenosia, familia Muscidae, descrisă de Malloch în anul 1921. Conform Catalogue of Life specia Coenosia anthracina nu are subspecii cunoscute.